# 吳麗珠
吳麗珠（英語：Lily Ng Lai Chu，1960年8月28日—），前香港無綫電視女藝員，䁥稱珠女。畢業於1980年第九期無綫電視藝員訓練班。早期為綜藝節目《歡樂今宵》中「歡樂小姐」的一員，後逐漸成為該節目的重要成員，因模仿多位知名女星而為人熟知。1995年後，隨著《歡樂今宵》無限期停播，吳麗珠淡出電視圈，轉行成為地產經紀，其後接觸鐘錶界，與友人合資做手錶分銷商。2009年，吳麗珠應亞洲電視之邀請，在闊別電視演出十餘年後短期復出，加入《香港亂噏》節目組，扮演模仿政治人物的葉劉熟兒、陳方安心等角色。

## 背景
吳麗珠有七兄弟姊妹，自己排行第四。早年於香港島北角居住，父親在香港及越南工作。因家庭背景複雜，所以她的童年生活一般。一時由已仳離的父親照顧，一時由伯娘照顧。她在1967年畢業於北角邨麗光幼稚園，曾就讀北角循道學校（小一，1967年至1968年）、聖士提反女子中學附屬小學（1968年小一至1974年小六，因親戚關係而轉讀，但又因學習程度不同而需由小一重新讀起）以及聖士提反女子中學（1974年中一至1979年中五）。在校時的成績中等，亦是一名運動健將。吳麗珠分別在1974年和在1979年畢業於聖士提反女子中學附屬小學以及聖士提反女子中學，在兩所學校上學時與香港著名編劇、無綫電視編審和編劇陳寶華為同班同學。中學畢業前，吳麗珠因父親的關係經常流連夜總會，接觸歌舞方面的演出。又因曾在親母和伯娘家裡居住而有機會接觸中西方音樂。而在12歲時，她已在香港大學舉行派對攢錢。及後在16歲時於父親朋友的一間廣告公司任職唱片銷售員。再在父親的製衣廠從事染布工作半年和轉到葵涌飛利浦公司當電話接線生。當時，她晚上報讀1980年第九期無綫電視藝員訓練班。其同屆同學有翁美玲、苗僑偉、黃日華、馮耀宗、姚鳳絲等藝人。
吳麗珠在無綫電視的第一個演出是為節目《體育世界》擔任外景主持半年，與陳秀珠和林嘉華為同期主持。其後獲推薦到藝員科演出其第一套電視劇《親情》。適逢當時沒有藝員願意於《歡樂今宵》中當「歡樂小姐」，她於是毛遂自薦，於1982年加入成為一員。演出了9個月後，吳麗珠正式轉為藝員，逐漸成為該節目的重要成員。她及後亦繼續拍攝電視劇集。直至1994年，才正式退出《歡樂今宵》班底。由於當時不想在電視行業發展，而且覺得沉悶。結果經司馬燕的推薦下於1994年至1995年期間到香港的外資地產公司工作。同時完成餘下兩年的藝員合約。亦會登台演出。吳麗珠之所以對拍攝電視劇心淡是因為她眼見無綫電視的幕後工作人員在製作過程中表現不認真，加上製作有疏漏之處，因此決定到馬來西亞拍攝劇集，為時一年。在2000年前後，她曾於金融界發展，任職股票經紀三年。與此同時兼做一些製作工作。但是，吳麗珠並沒有完全退出娛樂圈。她在2000年代曾客串演出一些電影作品。後來在2009年，時任亞洲電視製作副總裁鄭偉強邀請她加入《香港亂噏》節目組，延續扮演模仿項目。她便演出了10集模仿節目，更曾令節目的收視率一度攀升。
現時，吳麗珠從事鐘錶分銷生意和地產行業。另外，亦會於幕前演出。2018年以特約演員身份復出為無綫電視拍攝劇集。

## 電視劇

### 無綫電視
- 1980年 上海灘龍虎鬥 飾 女鬼、示威女學生
- 1980年 親情 飾 杜寶寶
- 1981年 飛鷹
- 1981年 過客 飾 阿真
- 1984年 聊齋夜話·陸判 飾 朱妻
- 1986年 倚天屠龍記 飾 韓姬
- 1987年 大城小子 飾 周淑娟
- 1988年 絕代雙驕 飾 屠嬌嬌
- 1988年 狙擊神探
- 1991年 灰網 飾 劉艶紅
- 1992年 卡拉屋企 飾 李少芳
- 1994年 射雕英雄傳 飾 李萍
- 1994年 新重案傳真 飾 高芳
- 1995年 情濃大地 飾 阿卿（關學儒之妾）
- 2019至2023年 愛·回家之開心速遞 飾 壯母（第515、1845集）、崔Auntie母（第768集）、家長（第919集）

### ViuTV
- 2017年：未來還未來 飾 滴滴仔母親[11]
- 2018年：VR驅魔人 飾 曾梅麗

## 電視節目

### 無綫電視
- 1980-1990年代 歡樂今宵
- 1989年 羊城賀歲萬家歡
- 2007年 歡樂今宵團圓夜
- 2007年 再會歡樂今宵
- 2008年 亮相
- 2008年 鐵甲無敵獎門人
- 2016年 今日VIP ( 同 葉尚華、丁羽 )
- 2017年 我愛EYT

### 亞洲電視
- 2007年 電視風雲50年 ( 第七集嘉賓 )
- 2009年 香港亂噏 ( 飾 葉劉熟兒、鄺髀人、林燕璃、吳君余、李樂C、陳方安心 )

## 電影
- 再生人 (1981)
- 彩雲曲 (1982)
- A計劃 (1983)
- 三十處男 (1984)
- 摩登仙履奇緣 (1985)
- 吉人天相 (1985)
- 霸王女福星 (1988)
- 精裝追女仔II (1988)
- 跛豪 (1991)
- 藍江傳之反飛組風雲 (1992)
- 海角危情 (1994)
- 零二房間 (2002)
- 人間喜劇 (2010)
- 一路向西 (2012)